# Leptogorgia viminalis
Leptogorgia viminalis is een zachte koraalsoort uit de familie Gorgoniidae. De koraalsoort komt uit het geslacht Leptogorgia. Leptogorgia viminalis werd in 1766 voor het eerst wetenschappelijk beschreven door Pallas. 